# أحداث الكشح
حادثة الكشح عبارة عن أعمال عنف واضطرابات وقعت في 31 ديسمبر 1999 في منطقة الكشح بمركز دار السلام بمحافظة سوهاج في صعيد مصر. أدت أعمال العنف إلى مقتل 20 شخصا كان 19 منهم من أتباع الكنيسة القبطية وأصيب 33 آخرون بجروح. استنادا إلى افادات رسمية عن الحادث فإن خلافا وقع بين تاجر قبطي وأحد الزبائن المسلمين عشية رأس السنة في 31 ديسمبر 1999 كان السبب وراء اندلاع المواجهات، إلا أن التوتر كان سائدا في البلدة عندما استرعت الكشح الانتباه الدولي للمرة الأولى في عام 1998، عندما اتهمت جماعة مصرية تعنى بحقوق الإنسان الشرطة باعتقال مئات الأقباط وتعذيب العديد منهم أثناء تحقيقها في جريمة قتل اثنين من المسيحيين وعبرت الجماعة عن اعتقادها بأن الشرطة وقتها كانت تريد إلصاق التهمة بأحد الأقباط لتجنب تصعيد حدة التوتر بين المسلمين والمسيحيين
وقد نفت الحكومة المصرية ذلك في حينه.
كانت بعض أساليب الشرطة في استجواب 1000 محتجز في قضية الكشح لعام 1998 قد اضطرت الحكومة المصرية إلى تحويل 4 من الشرطة إلى القضاء إلا أنه تم تبرأتهم لاحقا وهناك مزاعم من قبل المحتجزين في قضية عام 1998 بأنهم تعرضوا للتعذيب أثناء الاستجواب بتعليقهم من السقف بصورة معكوسة أو تعرضهم إلى صعقات كهربائية أو إجبارهم الوقوف ساعات طويلة في وضع الصليب. وبعد يومين من اندلاع المواجهات الطائفية في الكشح في 31 ديسمبر 1999، عدل اسم المدينة إلى دار السلام ويرجع سبب تغيير الاسم إلى كون كلمة الكشح قد تعني في لغة صعيد مصر إضمار العداوة. ويرى المسؤولون أن تغيير الاسم يعطي إيحاء بشيوع روح جديدة.
== روايات حول بداية الاضطراب استنادا إلى إحدى الروايات التي تناقلتها بعض وكالات الأنباء الغربية فإن الصدامات بدأت في الكشح التي تبعد حوالي 440 كيلومترا جنوبي القاهرة وكان طرفي النزاع صاحب متجر مسيحي واسمه راشد فاهم الذي رفض الاعتذار لزبون مسلم، فأطلق عليه الأخير النار، وأصاب ثلاثة من المارة واستنادا إلى تصريحات الأسقف ويصا فإن البنادق استخدمت من قبل من وصفهم «بالبرابرة»، لمهاجمة مساكن ومتاجر المسيحيين، بعد صلاة يوم الأحد وتم إحراق عدد من المتاجر والمكاتب المملوكة لمسيحيين وتم إضرام النار في 21 مبنى على الأقل وفي عدد من السيارات واستنادا إلى القس ويصا من مركز البلينا المجاورة فإن عمليات نهب وحرق مساكن ومتاجر المسيحيين قد انتشرت إلى 4 قرى أخرى بحلول يوم الإثنين. قامت قوات الشرطة المصرية بفرض حظر التجول على المنطقة وبدأت بإجراء تحقيق في الأحداث.
هناك رواية أخرى مفاده إن بائع فواكه مسلم اسمه فائز عواد حاول أن يشتري بعض الأقمشة من تاجر أقمشة قبطي على أن يدفع الثمن لاحقا واسم تاجر الأقمشة كان راشد فاهم إلا أن فاهم رفض العرض وحسب بعض المزاعم قام بإهانة بائع الفواكه الذي عاد بعد يومين مع اثنين من إخوته مطالبا تاجر الأقمشة بتقديم اعتذار وعند رفض فاهم الأعتذار نشب شجار وانتهى بإطلاقات نارية وحسب الرواية فإن شخصا مجهولا قام بطلب النجدة من أهالي الحي الذين هب بعضهم للنجدة مع بنادقهم.
وقد استمر التوتر المسلمين والمسيحيين في الكشح لشهور بعد هذه الحادثة وشهدت فترة التحقيقات أعمال عنف أخرى أقل حدة إلا أنها كانت مؤشرا على الجو المشحون في القرية فبعد 3 أشهر من حادثة الكشح نقل مدرس مسلم إلى المستشفي مصابا بجروح خطيرة في رأسه بعد أن اعتدى عليه بالضرب طالبان مسيحيان رفضا حضور فصله الدراسي، وقد اعتقل الطالبان وباشرت الشرطة التحقيق معهما إلا أن الأنبا ويصا أسقف الكنيسة القبطية في مركز البلينا الذي تتبعه قرية الكشح صرح بأن «المدرسين المسلمين هم الذين يسيئون معاملة تلاميذهم الأقباط».

## التحقيقات
في محاولة من الحكومة المصرية للتعامل مع القضية الحساسة، تركت الحكومة للقضاء المصري حرية معالجة ما جري، الذي راعي بدوره في أحكامه حساسية الموقف، فأصدر أحكاما مخففه أملا في عودة العلاقات كما كانت عليه، وتاركا الامل في لم الشمل بين المسلمين والمسيحين في صعيد مصر ولكن الأقباط اعتبروا الأحكام المخففة تعاونا من أجهزة الدولة مع بعض العناصر لمحي الهوية القبطية.
تم تقديم 96 شخص للمحاكمة في هذه القضية وبعد فحص دقيق أصدرت محكمة الاستئناف المصرية حكمها بالإفراج عن 92 منهم  وتم إدانة 4 متهمين ما بين 10 سنوات والحبس سنتان وسنة وقد أصدرت المحكمة أحكاما على أربعة أشخاص فقط من بين ستة وتسعين متهما وكانت أقسى العقوبات هي الحكم بالسجن لمدة عشر سنوات على أحد المتهمين للقتل غير المتعمد وحيازته على أحد الأسلحة وحكمت المحكمة على ثلاثة آخرين بالسجن لمدة عام أو عامين.
وكان رئيس المحكمة القاضي محمد عفيفي ألقى باللوم على ثلاثة رجال دين اقباط الذين وحسب رأي القاضي كانوا عاملا في ازدياد حدة التوتر، وطلب القاضي من بابا الإسكندرية وبطريرك الكرازة المرقسية شنودة الثالث اتخاذ إجراءات بحقهم  مما اعتبره بعض الأقباط تدخلا من الدولة في الشؤون الدينية للكنيسة ومحاولة للضغط على قيادات الكنيسة التي يعتبرها الأقباط مكانا للعبادة فقط ومن الجدير بالذكر أن الشرطة المصرية أصدرت أمرا بإلقاء القبض على القس جبرائيل عبد المسيح بتهمة إطلاق النار على سكان قرية الكشح من المسلمين وكان مكتب المدعي العام قد اتهم القس عبد المسيح بتشكيل عصابة هاجمت السكان، وبالتأمر وتخريب الممتلكات، والشروع في القتل، وبحيازة أسلحة ممنوعة إلا أن مكتب المدعي العام برأ ساحة عبد المسيح لاحقا.
أشرف علي التحقيقات ستة عشر رئيسا لنيابة أمن الدولة تحت إشراف المحامي العام الأول. وكان نتيجة الحكم مخيبا لآمال العديد من الأقباط ومنهم الأنبا بسنتي أسقف حلوان الذي صرح أن الحكم لم يكن مناسبا مع حجم الحادثة
وصرح الانبا ويصا اسقف «البلينا» التي تتبعها بلدة الكشح «لقد قتل 20 مسيحيا ولم ينتحروا، ومع ذلك تمت تبرئة القتلة»  ورفض الأنبا شنودة الثالث القرارات التي أصدرتها المحكمة وقال «إن هذه الأحكام غير مقبولة». وكانت هناك بعض المزاعم إنه كانت بين الضحايا طفلة بعمر 11 سنة وتدعى ميسون غطاس ورجل كهل بعمر 76 سنة ويُدعى تادرس لاوندي واخر 85 سنة.

## التعويضات
قامت الحكومة المصرية بدفع تعويضات لأسر ضحايا حادثة الكشح واستنادا إلى أمينة الجندي وزيرة الشؤون الاجتماعية في الحكومة المصرية آنذاك فإن الحكومة قررت دفع تعويض مالي بقيمة 6000 جنية لكل أسرة فقدت أحدا من ذويها في أعمال العنف وتم دفع 2000 جنية للجرحى أو الذين تضررت ممتلكاتهم من جراء حادثة الكشح ولكن بعض سكان القرية اعتبروا المعونات التي قدمتها الحكومة المصرية «ليست مناسبة».
وبعد شهور من أحداث الكشح غيرت المنظمة المصرية لحقوق الإنسان رأيها في الحادثة وقالت المنظمة في مؤتمر صحفي عقدته في القاهرة إن إحداث العنف تلك كانت تلقائية لا بتخطيط مسبق وأنها كانت نتيجة لعوامل اجتماعية واقتصادية لا لأسباب دينية ولكن الأقباط اتهموا الصحفيين الذين شاركوا في المؤتمر الصحفي المنظمة بالخضوع لضغوط من الحكومة لتخفيف لهجة تقريرها.

## أبعاد حادثة الكشح
يحاول بعض التيارات في مصر التقليل من أهمية حادثة الكشح وحوادث مماثلة تشير إلى نوع من توتر العلاقات بين بعض الأقباط والمسلمين وقام البعض بإجراء دراسات للوصول إلى الجذور العميقة للتوتر بين الفئتين في بعض مناطق مصر واستخلص البعض إلى هذه العوامل
- تحول الكنيسة إلي وسيط بين المواطن المسيحي وبين جهاز الدولة، وحسب اعتقاد البعض فإن المواطن يذهب إلي الكنيسة أولا لتقديم طلبه أو شكواه والذي يتم تمريره ومتابعته عن طريق «مكاتب الاتصال» مع أجهزة الدولة. ومن ثم انعزال المواطن المسيحي في كنيسته لاعتقاده إنه لن يجد الحماية في أجهزة الدولة مما يؤدي حسب اعتقاد البعض إلى تحول ولاء المواطن إلي كنيسته قبل أن يكون لحكومة دولته.
- الدعم المالي الذي يعتقد كثير من المواطنين المسلمين بتلقيه بعض الأقباط داخل مصر من أقباط المهجر التي بدورها وحسب اعتقاد البعض تلقى دعما من حكومات غربية بهدف نشر فكرة حرية الأديان وحقوق الإنسان.
- اعتقاد البعض بان هناك تفرقة شديدة في المعاملة من قبل أجهزة الدولة بين المسلمين والمسيحيين لصالح المسيحيين.
- قناعة بعض المسلمين إن الحالة الاجتماعية للمسلمين المصريين في تردي بسبب انتشار الفقر والمرض في الوقت الذي يزعم البعض إن الأقباط يسيطرون على «40% من حجم الأعمال في مصر رغم أنهم لا يمثلون سوي أقل من 15% - 20% من تعداد السكان» حسب الأقباط علما إن الإحصاءات الحكومية المصرية تشير إلى أن المسيحيون في مصر ومعظمهم أقباط أرثوذكس يشكلون حوالي 5 في المئة من سكان مصر البالغ عددهم حوالي 70 مليون نسمة، ويتعايشون في سلام بشكل عام مع الأغلبية المسلمة [2]

من جهة أخرى يعتقد بعض الأقباط أن هناك حملة شبه منظمة تحاول مسح الهوية القبطية ويورد هذا التيار هذه الأمثلة
- ما يعتبره بعض الأقباط سياسة الكيل بمكيالين من ناحية تعامل القضاء المصري في التعامل مع العنف الموجه إلى بعض الأقباط أو عمليات تخريبية من قبل البعض تجاه الكنائس أو الرموز القبطية.
- ما يعتبره الأقباط عدم تمثيل نسبي كافي للأقباط في مؤسسات الدولة والمجالس المنتخبة والبعض منهم يطالب بنسبة تمثيل قدرها 15% - 20% وهو ما يرفضة البعض
- استنادا إلى شاكر النابلسى في مقال له في ايلاف فإن التوتر تأريخي ويرجع حسب رأيه إلى بدايات تأسيس جماعة الإخوان المسلمين عام 1928 حيث واستنادا إلى النابلسي وصفت أدبيات الإخوان المسلمين أقباط مصر «بالذمّيين» وإن «عليهم دفع الجزية» ويزعم النابلسي إن مرشد الأخوان السابق محمد مهدي عاكف قال «أنه يقبل بمسلم من ماليزيا بحكم مصر ولا يقبل بقبطي مصري أن يحكم مصر».[11]

## وجهة نظر أقباط المهجر
بعد أحداث الكشح بسنوات عقدت في مدينة زيورخ السويسرية مؤتمر تحت عنوان «أقباط مصر.. أقلية تحت الحصار» من 23 إلي 25 سبتمبر 2004، برعاية منظمة التضامن المسيحية الدولية التي ترأسها البارونة كوكس نائب رئيس مجلس اللوردات البريطاني ومنظمة أمريكية تدعى «اتحاد الدفاع عن حقوق الإنسان» وقدمت في المؤتمر عدة أوراق منها «الكشح: مأساة فشل المؤسسات القانونية والحكومية في تقديم العدالة للأقباط» و«فقدان أقباط مصر لحقوقهم الإنسانية والحقوق الدينية» و«انحسار المسيحية في الشرق الأوسط» وكان اللأغلبية العظمى من المشاركين في المؤتمر من أقباط المهجر واستضاف المؤتمر رجل الأعمال القبطي المهندس عدلي أبادير يوسف الذي يعتبر نفسه وعلى لسانه «أحد الهاربين بجلده من مصر بسبب الاضطهاد» وقال أبادير في المؤتمر «إنه يتهم المصريين (المسلمين من وجهة نظره) بممارسة الضغط والاضطهاد بغية تحويل الفتيات القبطيات إلي الإسلام وإن ما يحدث في هذا المجال ومباركة وتدليس كل أجهزة الدولة يدل علي مدي الانحدار الخلقي الذي انزلقت إليه مصر بسبب ما تدفعه السعودية لكل حالة يتم أسلمتها وأصبحت مصر كلها ترقص علي قيثارة الدولار الوهابي»
اعتبر العديد من الجهات هذا المؤتمر استخداما لورقة الأقباط ذريعة لتدخل جهات أجنبية في الشأن المصري ومحاولة للضغط من أجل إلغاء البند الذي ينص في الدستور المصري على أن الشريعة الإسلامية هي المصدر الرئيسي للتشريع وربط البعض هذا المؤتمر بأصابع غربية تريد إضعاف مصر حتى وحسب تعبير البعض «يسهل ابتزازها وفرض الأجندة الأمريكية والإسرائيلية عليها» ويورد التيار المقتنع بهذه الفرضية إن على رأس المشاركين في ذلك المؤتمر كان دانيال بايبس الذي عينه الرئيس الأمريكي جورج دبليو بوش عضوا بمجلس إدارة المعهد الأمريكي للسلام وبايبس مشهور بتعاطفه مع دولة إسرائيل وكانت ورقته في المؤتمر بعنوان «تحدي الأسلمة في أوروبا والشرق الأوسط».
في ديسمبر 2005 قام المهندس مايكل منير رئيس منظمة أقباط الولايات المتحدة بزيارة إلى القاهرة بعد غياب 8 سنوات عن مصر والتقى شخصيات رفيعة في مقدمتهم اللواء عمر سليمان رئيس جهاز الاستخبارات المصرية ووصف البعض هذه الزيارة ضمن محاولة الحكومة المصرية الاتصال المباشر بأقباط المهجر الذين يعتبر منير أبرز ناشطيهم بحكم وجوده في الولايات المتحدة ونفوذه في الكونغرس وعلاقاته بالدوائر المؤثرة في صناعة القرار الأمريكي وأوضح منير أنه وجد مرونة من الحكومة في الاجتماعات التي عقدها  وقال «نحن نحب أن يأتي الحل من الداخل أولا وأخيرا» واستطرد بأن مطالب أقباط المهجر بشأن وجود نسبة للاقباط بين الوزراء والمحافظين وغيرهم لا تزال قائمة والحكومة تتخذ خطوات إيجابية في هذا المجال. ومن الجدير بالذكر إن لمايكل منير لقاءات متعددة مع الرئيس الأمريكي جورج دبليو بوش ونائب الرئيس الأمريكي ديك تشيني وأعضاء الكونغرس الأمريكي حيث قام هو والعديد من أقباط المهجر بمطالبة الرئيس الأمريكي بالتدخل لدي الحكومة المصرية وقدموا له العرائض التي تدعي اضطهاد الأقباط في مصر، كما قاموا بنشر اعلانات للتنديد بكل حادثة عنف موجهة حسب اعتقادهم ضد الأقباط في مصر في الصحف الأمريكية، وحجز صفحات كاملة لأجل ذلك، خاصة صحيفة الواشنطن بوست.
في لقاء لصحيفة الأهرام المصرية مع الأنبا بيسنتي أسقف حلوان والمعصرة قال بيسنتي أن أقباط المهجر مصريون يحبون مصر واسترسل قائلا «اقباط مصر يرفضون تدخل دولة أجنبية في شئوننا الداخلية، أننا نصر علي علاج شئوننا الداخلية من خلال أنظمتنا المصرية، وقوانينا، ودستورنا، ومجلس الشعب، والسيد الرئيس محمد حسني مبارك وفي تصريح أدلى به الأنبا كيرلس وليم مطران الأقباط الكاثوليك في مصر قال إنه يرفض استعمال كلمة» اضطهاد«لوصف حالة المسيحيين في مصر وقال» إننا نرفض هذه الكلمة، ونكرر ذلك دائما أنها كلمة قاسية جدا، وهذا حكم قاس لا يطابق الحقيقة، ولا يمت الي واقعنا بصلة، ولا يمكن أن تحدث عن حدوث اضطهاد إطلاقا، وإذا كانت هناك بعض المشكلات فإن هذا أمر طبيعي، ويحدث في جميع المجتمعات، ونحن نواجهها بالحكمة، ونتجاوزها بقوة الحب الذي يربطنا مسلمين ومسيحيين، واحترام وتقدير كل إنسان للآخر  ووافق الأنبا كيرلس رأي الأنبا بيسنتي في أن تدخل طرف ثالث يؤدي إلي تعقيد الأمور والحوار بين الطرفين هو السبيل الوحيد لحل جميع الامور. وفي تصريح مشابه للقمص مكاريوس يوسف راعي كنيسة ماري جرجس للأقباط الأرثوذكس في مدينة أبو قرقاص بمحافظة المنيا قال يوسف «توقفوا عن محاولات بذر بذور الكراهية بين المسلمين والمسيحيين من خلال مساندة أمريكا للمسيحيين إننا نرفض مايروجه بعض الأمريكيين عن ضرورة حماية المسيحيين في مصر أو دعوتهم للهجرة إننا نرفض بكل قوة أي تدخل أجنبي إن مصر بلدنا والأمريكيون لن يعلمونا ماهي حقوقنا، وماهي واجباتنا إننا نعلمها تماما».

## وصلات خارجية
- حادثة نجع حمادي 2010